# Tommaso Portinari
Compléments
Représentant de la filiale de Bruges de la banque Médicis

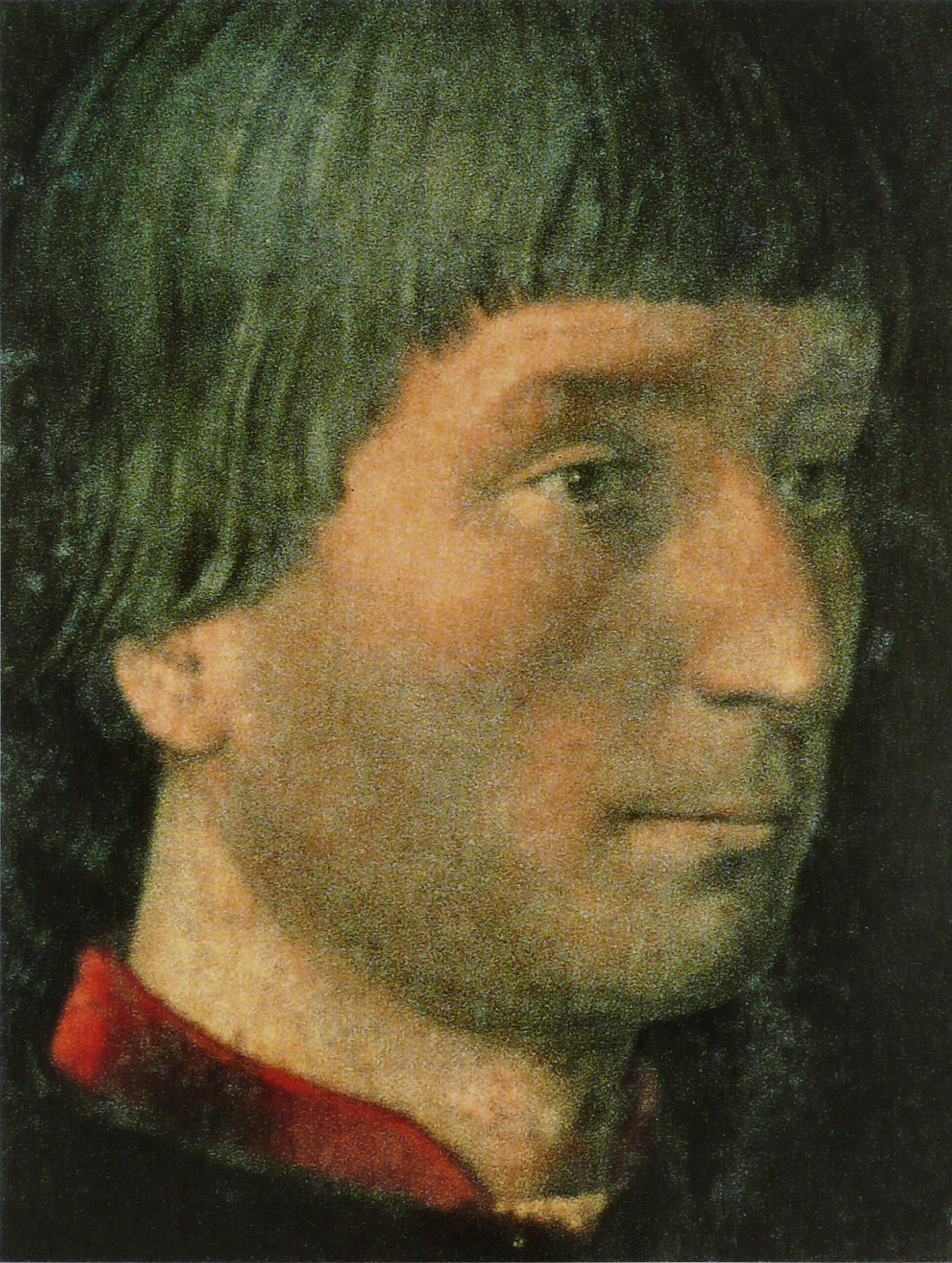
Tommaso Portinari, détail du Triptyque Portinari, 1475, par Hugo van der Goes.

Tommaso Portinari (vers 1427 - 1501) est un banquier italien, travaillant notamment pour la succursale de la banque des Médicis à Bruges. Il fait partie de la famille  florentine célèbre des Portinari, originaire de Portico di Romagna, près de Forlì. Cette famille comprend aussi Beatrice, l'illustre muse de Dante. Aujourd'hui, Tommaso est surtout connu pour ses commandes importantes de peintures de primitifs flamands.

## Biographie
Le père de Tommaso Portinari est déjà directeur d'une succursale de la banque Médicis. À sa mort en 1431, les orphelins Tommaso (trois ans) et ses frères Pigello (dix ans) et Accerito (quatre ans) sont pris en charge et élevés dans la famille de Cosme de Médicis. Ses sœurs sont placées en institution.
Pendant plus de 25 ans, Portinari travaille dans la branche de Bruges de la banque. Il en est d'abord directeur-adjoint, sous la direction de Angelo Tani. Il mène un train de vie ostentatoire, approprié à sa position, et il réussit à faire partie des invités au mariage de Charles le Téméraire en 1468. Portinari se présenta ici, comme il est rapporté par le chroniqueur Olivier de La Marche, dans un cortège de vingt et un marchands et financiers florentins, précédé par soixante serviteurs et quatre pages à cheval. Après la mort de Cosme de Médicis en 1464, il devient directeur de la branche de Bruges, vers l'âge de 40 ans.

## Tommaso et Charles le Téméraire
En 1471, Francesco Sassetti, qui occupe alors le poste de directeur général (le plus haut poste que pouvait occuper un non-Médicis, appelé « nostro ministro » par Laurent de Médicis, le successeur de Cosme) lève l'interdiction, en usage depuis longtemps, d'accorder des prêts à des dirigeants séculiers. Portinari utilise sa position pour accorder des prêts très importants et risqués à Charles le Téméraire, des prêts qui ne seront jamais remboursés et qui sont dommageables à la banque.
Il commence par un prêt de 6000 groats (en), ce qui constitue le double du capital total de la succursale brugeoise. La situation s'aggrave, et le prêt est porté à 9500  groats en 1478. Il n'est pas étonnant qu'en remerciements pour ses bons services, Portinari devient un conseiller apprécié de Charles le Téméraire. Après mort de Charles à la bataille de Nancy en 1477, le prêt est pour l'essentiel perdu. Un autre prêt, accordé cette fois à Maximilien Ier, le successeur de Charles, est également risqué. Seule une partie de ce prêt sera finalement remboursée.
Le risque de ces prêts est apprécié de façon plus nuancée dans Commynes 2007, p. 1205 : « L'image assez sombre du banquier irresponsable donnée par De Roover [...] a été revue en 1999 [...]. Certaines des initiatives prises par Tommaso Portinari dans les domaines commercial et bancaire (les prêts accordés avec la ferme de Gravelines comme garantie et le contrat d'alun...) auraient sans doute été suivies de succès si le duc n'avait pas trouvé la mort devant Nancy. D'autre part le fait qu'il a agi pour son propre compte et celui de sa famille, et pas seulement pour le compte des Médicis, est conforme à l'esprit de ces familles de marchands-banquiers pour qui la notion de tegnir parentado n'était pas un vain mot ».

## Tommaso versus Damiano Ruffini
Tommaso est aussi impliqué dans un procès en 1455 qui l'oppose à un Damiano Ruffini, de Milan. Ce procès intéresse les spécialistes en économie, car c'est l'un des premiers procès qui traite de responsabilité légale. Portinari est poursuivi pour « emballage défectueux de neuf balles de laine » achetées par le plaignant à la branche Médicis à Londres. Le défenseur observe que la marchandise n'a jamais appartenu à la succursale brugeoise et que le plaignant devrait s'adresser à la succursale de Londres. Portinari arrive à convaincre le juge que les deux branches sont légalement et commercialement séparées; le juge n'accorde pas de réparation à Ruffini, mais l'invite à poursuivre en justice le directeur de la branche de londonienne.

## Retour en Italie
Des problèmes financiers avec la vente d'alun du cartel constitué  entre le pape et les Médicis, des investissements malchanceux comme deux galères, dont l'une est coulée et l'autre capturée par le corsaire Paul Beneke, au service de la Hanse, les prêts risqués à  Charles le Téméraire, conduisent finalement les Médicis à fermer en 1478 la succursale de Bruges. En 1480, Tommaso est nommé ambassadeur à la cour d'Espagne. En 1498, donc trois ans avant sa mort, ce sont ses neveux Benedetto et Folco, fils de son frère aîné Pigello (1421-1468) qui reprend ses affaires privées.

## Tommaso et la peinture flamande
Lorsqu'il est au sommet de sa carrière, il est représenté dans des tableaux devenus célèbres. L'un est le Triptyque Portinari, exposé à Florence. Dans le Jugement dernier de Memling à Gdansk, il a été suggéré que l'âme du pécheur agenouillé sur un plateau de la balance tenue par saint Michel est en fait un portrait de Portinari. Ce tableau fait partie de la prise du corsaire Paul Beneke, et malgré un long procès contre la Ligue hanséatique, il n'a pas été rendu. Sa femme et lui-même sont portraiturés dans le tableau de Hans Memling intitulé Scènes de la Passion du Christ, maintenant à la Galleria Sabauda à Turin.